# Dischidia antennifera
Dischidia antennifera är en oleanderväxtart som beskrevs av Odoardo Beccari. Dischidia antennifera ingår i släktet Dischidia och familjen oleanderväxter. Inga underarter finns listade i Catalogue of Life.